# Shutter Island (película)
Shutter Island (titulada La isla siniestra en Hispanoamérica) es una película de suspense de 2010 dirigida por el cineasta estadounidense Martin Scorsese y protagonizada por Leonardo DiCaprio, Mark Ruffalo, Ben Kingsley, Michelle William y Jackie Earle Haley. La producción está basada en la novela homónima escrita por Dennis Lehane.

## Trama
En 1954, los agentes federales Edward "Teddy" Daniels (Leonardo DiCaprio) y su recientemente asignado compañero Chuck Aule (Mark Ruffalo), van al hospital de Ashecliffe para personas dementes en Shutter Island, isla situada en el puerto de Boston para investigar la desaparición de Rachel Solando, una paciente que en apariencia se evaporó de una habitación cerrada. El agente Daniels descubrió en la habitación de Solando una nota en la que escribió: "The law of 4; who is 67?" (La ley de los 4; ¿quién es el 67?). El doctor John Cawley (Ben Kingsley), el jefe de psiquiatras, le explica que Rachel fue internada tras ahogar a sus tres hijos, negándose sin embargo a aceptar la realidad de que se encuentra en un hospital mental.
Durante la búsqueda, Teddy se interesa por un faro, el cual le dicen que ya ha sido registrado. Teddy pide que le muestren los archivos de los empleados del hospital, a lo que Cawley se niega, aunque le permite interrogarlos. Al respecto, resultan desconcertados cuando saben que el psiquiatra de Rachel, el doctor Sheehan, se ha ido de vacaciones. Esa noche, Teddy tiene un extraño sueño en el cual ve a su esposa Dolores Chanal (Michelle Williams), que murió en un incendio algunos años antes, quien le dice que Rachel sigue en la isla, lo mismo que Andrew Laeddis, el incendiario responsable de su muerte. Daniels concluye que el "67" de la nota es este, pues cree que es el paciente número 67 no reconocido por la institución.
A la mañana siguiente, los agentes interrogan a los pacientes de las sesiones de terapia de grupo de Rachel, una de las cuales, durante una distracción de Chuck, advierte a Teddy que corra. Luego, Teddy dice a su compañero que la razón por la que ha aceptado la misión es porque que allí se encuentra Andrew Laeddis, quien fue enviado a Ashecliffe debido a su crimen pero luego desapareció, lo cual arroja dudas sobre la institución. Teddy conoció asimismo a otro de sus pacientes, George Noyce, quien afirmaba que allí se experimentaba con los reclusos. Por su parte, Teddy está decidido a que la institución sea cerrada debido a los inhumanos experimentos allí realizados.
De vuelta a la clínica, Cawley informa a Teddy que Rachel (Emily Mortimer) ha sido hallada, y se la presenta. En su delirio, ella lo toma por su marido muerto en la Segunda Guerra Mundial, y a continuación se muestra muy angustiada. Más tarde, Teddy empieza a tener migrañas de intensidad creciente acompañada de fotofobia. Por su parte, sus sueños son cada vez más extraños, acompañadas por alucinaciones durante la vigilia. A esta altura de la situación, Teddy está determinado a encontrar a Laeddis en el Sector C, que alberga a los pacientes de mayor peligrosidad. Allí encuentra a Noyce (Jackie Earle Haley) quien teme que lo lleven al faro, donde se practican lobotomías, y le dice que toda la investigación es un juego construido a su medida.
Mientras tanto, Teddy se reúne con Chuck y consiguen encontrar el camino hacia el faro, pero cuando tratan de cruzar los acantilados se separan. Teddy ve el cuerpo de Chuck tirado en las rocas, desciende colina abajo, pero al llegar no encuentra señal de él. Escalando de regreso se encuentra a una mujer escondida en una cueva, quien dice ser la verdadera Rachel Solando. La mujer afirma que era psiquiatra de Ashecliffe hasta que descubrió que experimentaban con drogas psicotrópicas para intentar desarrollar técnicas de control mental. Cuando trató de advertir a las autoridades fue confinada como paciente para evitar que escape. Dejando a la mujer, Teddy regresa al hospital donde el Dr. Cawley afirma que Teddy llegó solo a la isla, sin haber evidencia alguna de que Chuck estuvo ahí. 
Determinado pero confundido, Teddy regresa al faro y logra entrar, convencido de que Chuck fue raptado y llevado allí para ser sometido a experimentos. En la cima, encuentra al Dr. Cawley esperando. Cawley le explica que Andrew Laeddis es el mismo Daniels "Teddy", "Su paciente más peligroso", encarcelado en el Sector C por haber asesinado a su mujer maníaca depresiva después de que ella ahogara a sus hijos, de paso revelando que "Solando" es su mujer muerta.
Edward Daniels y Rachel Solando son anagramas de Andrew Laeddis y Dolores Chanal ("La ley de los 4"), y Laeddis es el paciente 67 de Ashecliffe ("¿Quién es el 67?"); sumado a esto, la pequeña chica de los sueños recurrentes de Laeddis es su hija, Rachel.
Según el Dr. Cawley, los acontecimientos de los últimos días han sido diseñados para romper la conspiración/locura de Laeddis por lo que se le permite jugar el papel del agente "Teddy" Daniels. El personal del hospital, entre ellos el Dr. Sheehan haciéndose pasar por Chuck y una enfermera pasando como Rachel Solando, eran parte de la prueba, y las migrañas que Laeddis sufría fueron los síntomas de abstinencia de su medicación, así como las alucinaciones de la "verdadera Rachel Solando". Cuando vuelve a la realidad y al darse cuenta de que Teddy Daniels era sólo un juego, Laeddis se abruma, y se desmaya.
Laeddis despierta en el hospital, bajo la vigilancia del Dr. Cawley y Sheehan. Al ser interrogado, Laeddis dice la verdad de una manera coherente, que responde a los médicos como un signo de progreso. Pero el Dr. Cawley toma nota que habían alcanzado el mismo estado nueve meses atrás y Laeddis recayó posteriormente, y advierte que ésta será la última oportunidad de Laeddis de "redimirse".
Algún tiempo después, Laeddis descansa en los terrenos del hospital con el doctor Sheehan, pero lo llama "Chuck" y dice que necesitan salir de la isla. Sheehan niega con la cabeza a un Cawley que observa la situación, quien da la orden a los oficiales de llevarse a Laeddis. Cuando están viniendo a buscarlo, Laeddis le dice al Dr. Sheehan, "¿Qué sería peor? ¿vivir como un monstruo, o morir como un hombre bueno?", lo que significa que su regresión es intencional y que rechaza vivir como un monstruo. Laeddis luego se va con calma con los oficiales, para ser lobotomizado.

## Reparto
- Leonardo DiCaprio como Edward Daniels/Andrew Laeddis: Agente federal asignado a la investigación de la desaparición de la paciente Rachel Solando en el Hospital de Ashecliffe para personas dementes en Shutter Island. Fue soldado aliado en el frente europeo y participó en la liberación del Campo de concentración de Dachau, motivo por el cual cae en el alcoholismo. Tras la muerte de su esposa intenta dejar el alcohol.
- Mark Ruffalo como Chuck Aule/Doctor Sheehan: Agente federal asignado como compañero de Edward Daniels, también fue soldado aliado en el frente europeo.
- Ben Kingsley como el Doctor John Cawley.
- Max von Sydow como el Doctor Jeremiah Naehring.
- Michelle Williams como Dolores Chanal.
- Emily Mortimer como Rachel Solando #1.
- Patricia Clarkson como Rachel Solando #2.
- Jackie Earle Haley como George Noyce.
- Ted Levine como el Alcaide.
- John Carroll Lynch como McPherson.
- Elias Koteas como Andrew Laeddis.
- Robin Bartlett como Bridget Kearns.
- Christopher Denham como Peter Breene.

## Críticas
«Bien actuada, en una impresionante locación y maravillosamente filmada, Shutter Island nos entrega una buena historia un tanto pertubadora y que si bien por momentos se vuelve predecible, el magnífico desenlace, la última frase en realidad hace que todo valga la pena».
Manuel Lino (El economista).

«...a pesar de sus fallos, vale la pena ver Shutter Island por el ambiente espeluznante y lúgubre concebido por Scorsese».
Claudio Puig (USA Today).

«No puede alinearse con el mejor trabajo de Scorsese, pero Shutter Island entrega alegremente la emoción de este thriller que sin complejos representa el director en su mayor parte sin restricciones».
Rotten Tomatoes.